# Mauro Giuliani
Mauro Giuseppe Sergio Pantaleo Giuliano, Bisceglie, 27 de julio de 1781-Nápoles, 8 de mayo de 1829. Conocido como Mauro Giuliani, fue un compositor y guitarrista italiano.

## Biografía
Hijo de Michele Giuliano y Antonia Tota. Giuliani tuvo un hermano, Nicola, compositor de ópera y profesor de canto en San Petersburgo. Ha existido una importante controversia respecto a los lugares y fechas del nacimiento y muerte de Mauro. En numerosas fuentes aparece que su lugar de nacimiento fue Barletta, Bari o Bolonia, en fechas que van desde 1780 hasta 1790. También se ha especulado que murió en Viena entre 1828 y 1840. Estos datos de nacimiento y fallecimiento quedaron aclarados en 1970 cuando Thomas F. Heck demostró documentalmente los lugares y fechas correctos.
Giuliani empezó estudiando contrapunto y violonchelo, aunque la guitarra de seis cuerdas se convirtió en su principal instrumento a temprana edad. Comienza a componer siendo muy joven, destacando la Misa que escribe con solo 16 años. 
Se casa con María Giuseppa del Monaco en Barletta, con quien tiene en 1801 su primer hijo, Michele.
En 1806 Giuliani se instala en Viena y pronto se hace famoso como guitarrista y compositor. En abril de 1808 estrena con gran éxito su concierto para guitarra y orquesta op. 30. A partir de este momento se convierte en un referente de la guitarra clásica en Viena, enseñando, dando conciertos y componiendo un abundante repertorio para guitarra (150 obras con número de opus, más 70 sin numerar).
Giuliani escribirá para guitarra usando la grafía ya habitual en otros instrumentos, en clave de sol, permitiendo así que las personas no expertas en las tablaturas de guitarra pudieran leer estas partituras. En sus ediciones Giuliani diferencia las partes de melodía, bajo y voces internas mediante la dirección de las plicas. 
Como dato anecdótico, Giuliani tocó el violonchelo en el estreno de la Séptima Sinfonía de Beethoven el 8 de diciembre de 1813, donde también participaron otros grandes músicos como Johann Nepomuk Hummel, Mayseder y Louis Spohr.
En torno a 1814 la emperatriz María Luisa de Austria, segunda esposa de Napoleón, lo nombra “Virtuoso Honorario de cámara”. Posteriormente Giuliani será nombrado también Caballero del Lirio.
Al poco de llegar a Viena comienza una relación amorosa con una mujer de la que se tienen pocos datos. Con ella tuvo una hija llamada María, nacida en 1807, y de quien Giuliani se hace cargo. En 1813 viaja a Italia para llevarse a su familia a Viena. En esta ciudad nace su tercera hija, Emilia. 
En 1819 regresa arruinado a Italia. Recorre el país dando multitud de conciertos. En 1820 Giuliani se establece en Roma. Finalmente, en 1823, se instala en Nápoles donde disfrutó del mecenazgo de la nobleza en la corte del Reino de las Dos Sicilias. Muere en 1829 con 47 años.

## Descendientes
Michele Giuliani (Barletta 17 de mayo de 1801 -  París 8 de octubre de 1867). Fue un destacado profesor de canto. Sucedió a Manuel García en el Conservatorio de París. 
Emilia Giuliani-Guglielmi (Viena, 23 de abril de 1813 - Budapest, 27 de noviembre de 1850). Fue una guitarrista virtuosa, autora del conocido conjunto de preludios para guitarra op. 46.

## Legado
La Italia del siglo XIX fue cuna de muchos guitarristas excelentes, Carulli, Carcassi, Legnani, Regondi, etc. Mauro Giuliani ocupa sin duda un lugar destacado entre ellos. 
La dificultad técnica de sus obras supone un nuevo reto pedagógico e interpretativo para los guitarristas posteriores. Una parte significativa de su amplia producción sigue formando parte del canon del instrumento: Sonata op. 15, Variaciones sobre un tema de Händel op. 107, Las Rossinianas opp.119–124, Concierto n.º. 1 en La mayor op. 30, etc.
Giuliani también se preocupó por la pedagogía guitarrística. En 1798 publicó su Studio per la chitarra Opus 1, donde abundan los estudios y ejercicios técnicos.

## Obras

### Obras para guitarra
| - Variaciones sobre un tema original op.2 - 3 Rondós op.3 - Variaciones sobre La Molinara op.4 - Rondoletto op.4b - Rondeau nouveau op.5 - Preludio romántico (nocturno) - Variaciones op.6 - Variaciones op.7 - 3 Rondós op.8 - Variaciones op.9 - Amusements op.10 - Caprice op.11 - 12 Monferrine Op.12 - 6 Rondós op.14 - Sonata op. 15 - Varias piezas de El barbero de Sevilla transcritas para guitarra Op.16 - 3 Rondós Op.17 - Pot-pourri op.18 - 6 Variaciones de un tema original op. 20 - 12 Valses op.21 - 12 Nuevos Wald-Landler op.23 - 14 Bailes nacionales y 3 Marchas op.24b - Pot-pourri op.26 - Pot-pourri op.28 - Divertimento op.29 - 6 Variaciones de Las Folías de España op. 45 - Choix de fleurs op.46 - Variaciones sobre el aire nacional austriaco op.47 - Variaciones sobre la canción nacional I bin Kohlbauern bub op.49 - Les varietés amusantes, segunda parte op.54 - Divertimento, quinta parte op.56 - 12 Valses op. 57 - 6 Landler, 6 Valses y 6 Ecossaises op.58 - 6 Piezas pequeñas op.59 - Variaciones sobre un tema original ruso op.60 - Gran obertura op. 61 - Variaciones op.62 - Variaciones op.63 - Variaciones sobre un aire ruso op.64 - La lira notturna op.69 - 3 Sonatas op. 71 - Variaciones op.72 - Bagatelles op. 73 - Divertimento op.78 | - 6 Preludios op.83 - Variaciones op.84 - Variaciones sobre Tancredi de Rossini op.87 - Variaciones sobre la ópera Fanchon op.88 - 12 Valses op.90 - 3 Sonatas brillantes op.96 - Variaciones sobre Ombre de la Femme de la ópera Faust op.97 - Variaciones op.99 - Variaciones sobre Otello de Rossini op.101 - Variaciones sobre un tema de Pietro Generali op.102 - Variaciones op.103 - Variaciones sobre el romance Partant pour la Syrie op.104 - Variaciones op.105 - Divertimento op.106 - Variaciones sobre un tema de Händel op. 107 - Pot-pourri op.108 - Gran Rondo La Caza op.109 - Variaciones sobre un tema de Cherubini op.110 - 6 Grandes variaciones op. 112 - Fughetta op. 113 - Variaciones sobre el aria O cara memoria op.114 - Variaciones op.118 - Las Rossinianas opp.119-124 - 6 Arias nacionales irlandesas op.125 - Variaciones sobre la ópera Amazilla op.128. - 4Variaciones y final op.140-144. - Variaciones sobre un tema napolitano op.145 - Flora de Italia, primera y segunda parte op.146 - La Tersicore del norte op.147 - Variaciones sobre Fengo op.147b - Giulianate op. 148 - Gran sonata heroica op. 150 - 2 Motivos de Bellini transcritos para guitarra. - Andantino y allegro - 6 Canciones nacionales escocesas - Sinfonía sobre Semiramide - Variaciones sobre tres temas favoritos. - variaciones - Semiramide reducida en 12 valses con introducción y gran final - Rondongino brillante - Selección de 4 piezas - Sinfonía sobre la ópera La Cenicienta. - Variaciones sobre un tema savoyardo. |

### Métodos y estudios
| - Estudio para la guitarra op. 1 - Ejercicio (24 estudios) op. 48 - Le Papillon op. 50 n. 13 - XVIII Lecciones progresivas op. 51 - 6 Préludios op. 83 (arreglo de 6 Ejercicios para guitarra de cinco cuerdas de Antoine de l'Hoyer) | - Studi dilettevoli op. 98 - Estudios instructivos fáciles y agradables op. 100 - Las Horas de Apolo op. 111 - 24 primeras lecciones progresivas op. 139 |

### Música de cámara
| - Serenata op. 19, para violín , violonchelo y guitarra. - Variaciones op. 24a, para violín y guitarra. - Dúo concertante op. 25, para violín y guitarra. - Grandes variaciones concertantes op. 35, para dos guitarras. - Gran dueto concertante op. 52, para flauta (o violín) y guitarra - Gran quinteto. Variaciones y polonesas op. 65, para guitarra y cuarteto de cuerdas (también para guitarra y clave) | - Duetino fácil op. 77, para flauta (o violín) y guitarra - Gran serenata op. 82, para flauta (o violín) y guitarra - Gran dúo concertante op. 85, para flauta (o violín) y guitarra - Serenata op. 127, para flauta (o violín) y guitarra - Variaciones concertantes op. 130, para dos guitarras - Tres polonesas concertantes op. 137, para dos guitarras. |

### Obras para canto y guitarra (o piano)
- 6 Cavatinas op. 39
- Sechs Lieder op. 89
- 6 Ariette de Metastasio op. 95

### Conciertos para guitarra y orquesta
- Concierto n. 1 en la mayor op. 30
- Concierto n. 2 en la mayor op. 36
- Concierto n. 3 en fa mayor op. 70 (para guitarra terzina )
- Concierto n. 4 op. 129 (perdido)